# Parque nacional Kirishima Kinkowan
El parque nacional Kirishima Kinkowan (霧島錦江湾国立公園 Kirishima-Kinkowan Kokuritsu Kōen?) es un parque nacional en Kyūshū, Japón. Está compuesto por la bahía de Kirishima-Kagoshima, una zona de la prefectura de Kagoshima y la prefectura de Miyazaki conocida por sus volcánes activos, lagos volcánicos y onsen. La superficie total es de 365,86 kilómetros cuadrados (141,3 mi²).

## Historia
El 16 de marzo de 1934 se estableció por primera vez como parque nacional Kirishima-Yaku. El 16 de marzo de 2012, Yakushima se dividió como el Parque Nacional Yakushima separado. 325,53 kilómetros cuadrados (125,7 mi²) y el Parque Nacional Kirishima-Yaku pasó a llamarse Parque Nacional Kirishima Kinkowan.
La zona se hizo famosa como el primer lugar de luna de miel de Japón, porque Ryoma Sakamoto llevó allí a su esposa Oryo.
Kirishima se utilizó como lugar de rodaje para la película de James Bond de 1967 Sólo se vive dos veces.

## Kirishima
- Monte Kirishima
- Ebino-kōgen
- Takachiho-kawara
- Lago Miike
- Monte Kurino
- Monte Karakuni
- Monte Takachiho
- Cabo Sata
- Sakurajima
- Monte Kaimon
- Lago Ikeda[3][4]

## Los principales lugares de interés turístico
Zona de Kirishima

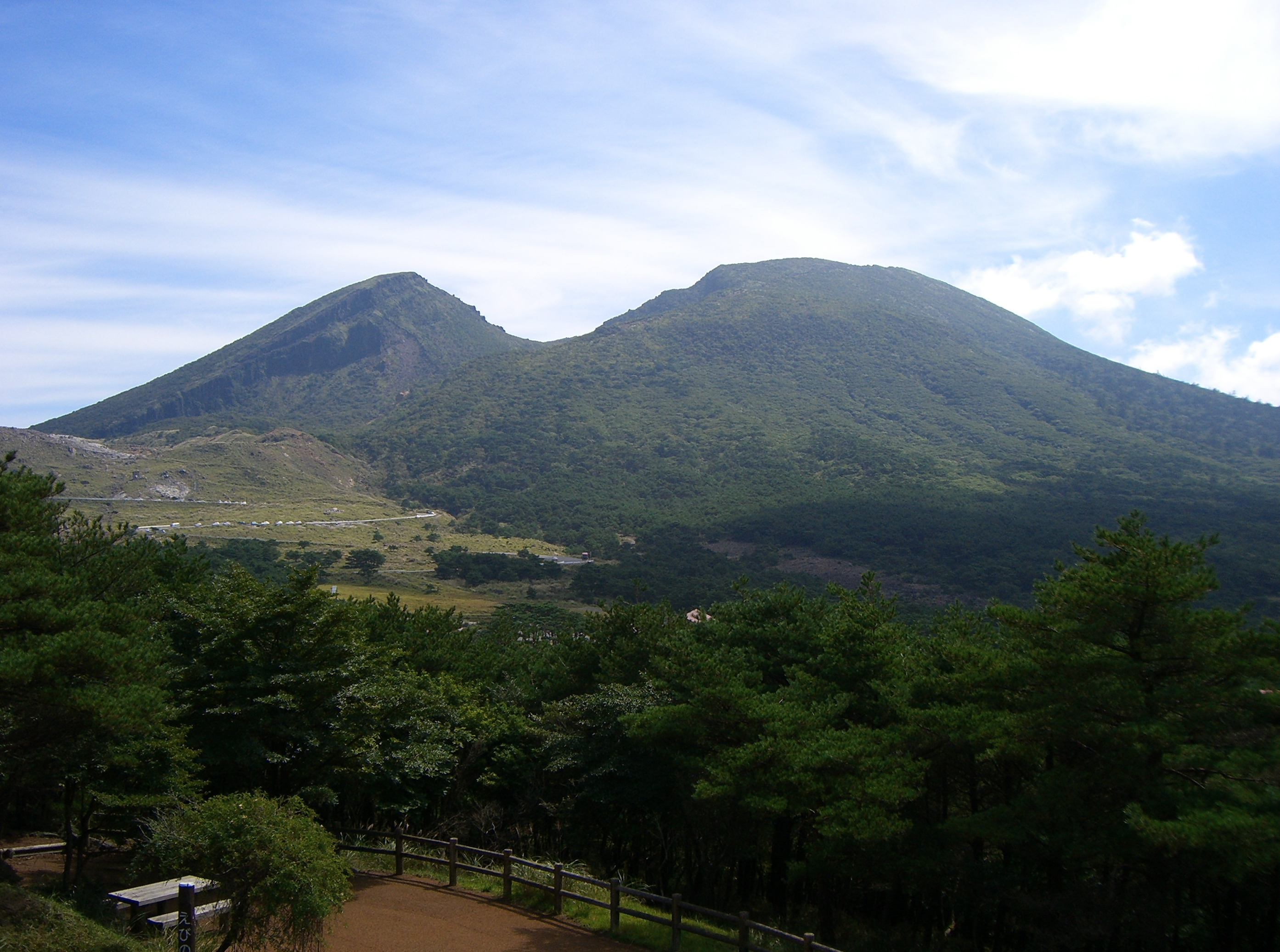
Monte Karakuni
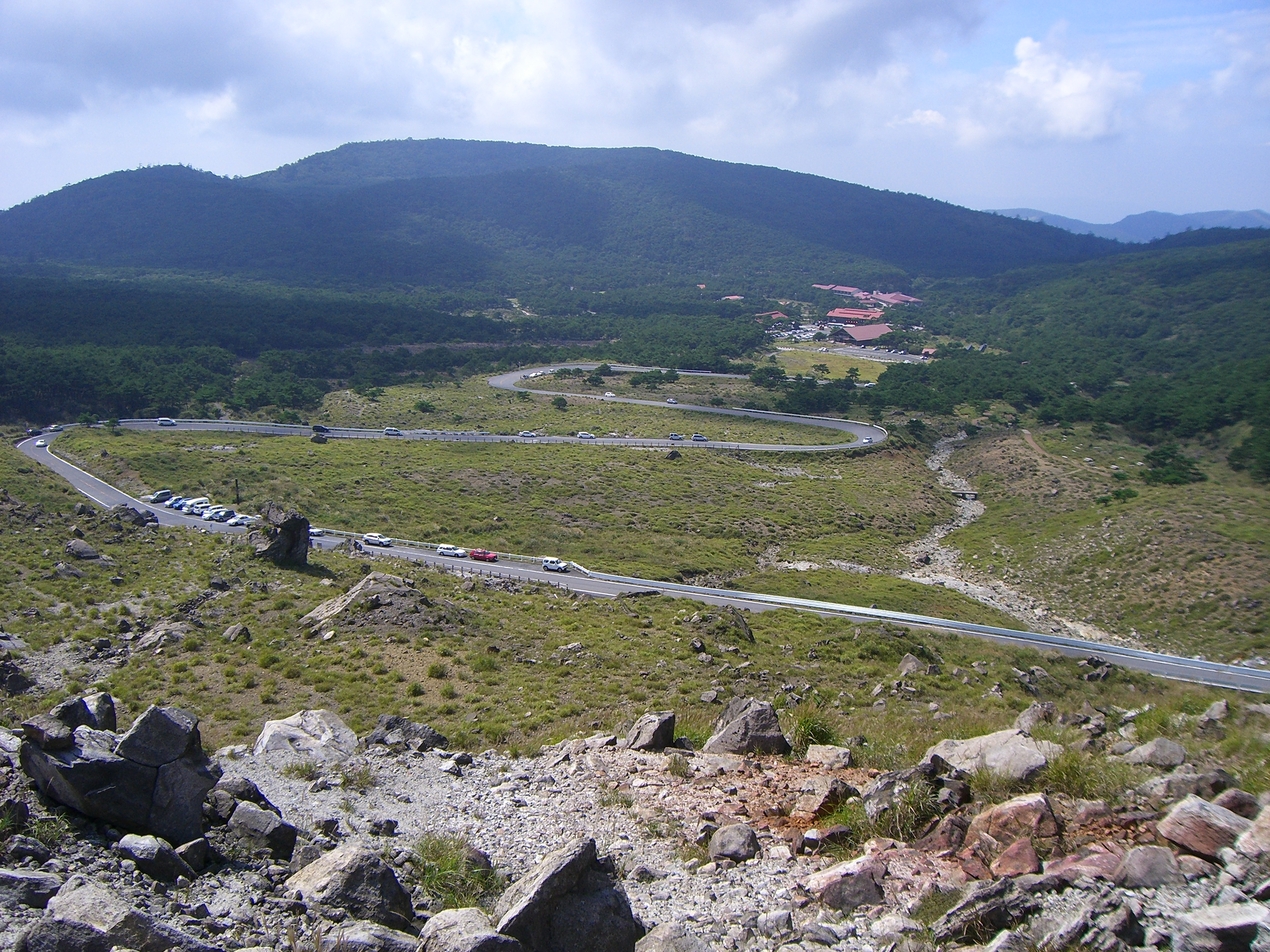
Meseta de Ebino

Zona de la bahía de Kagoshima

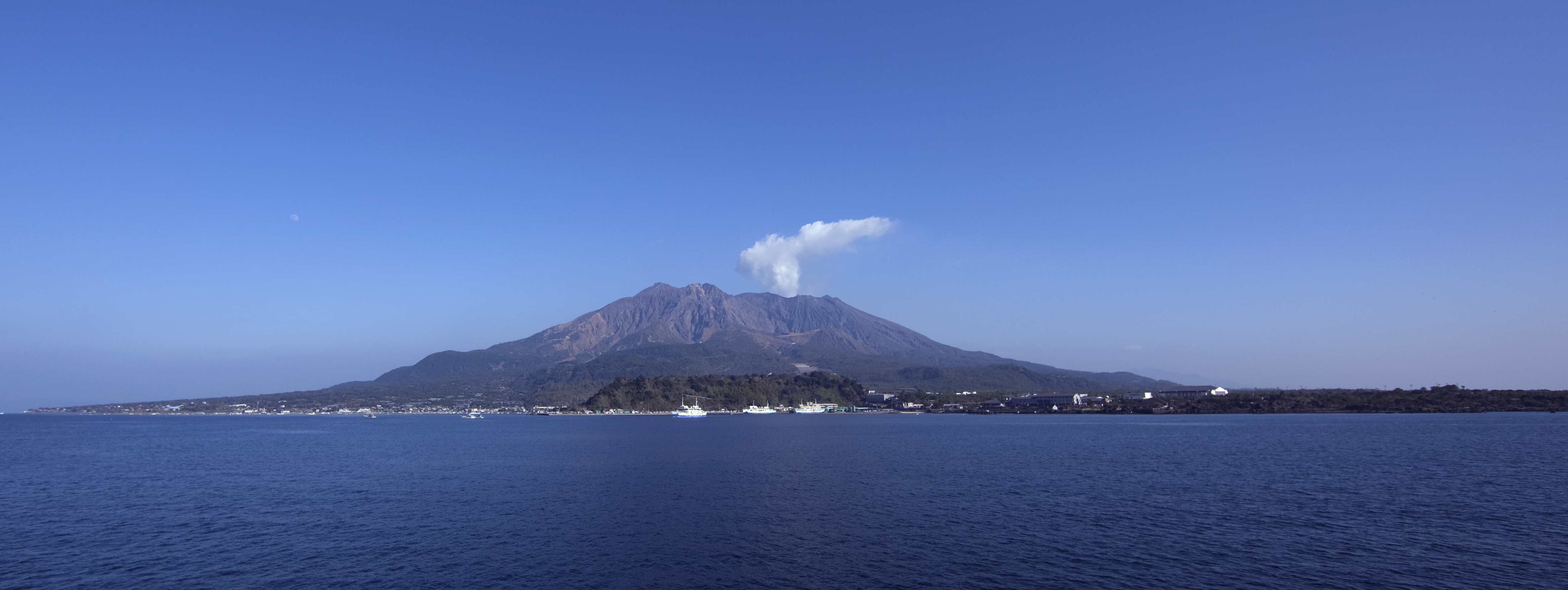
Sakurajima
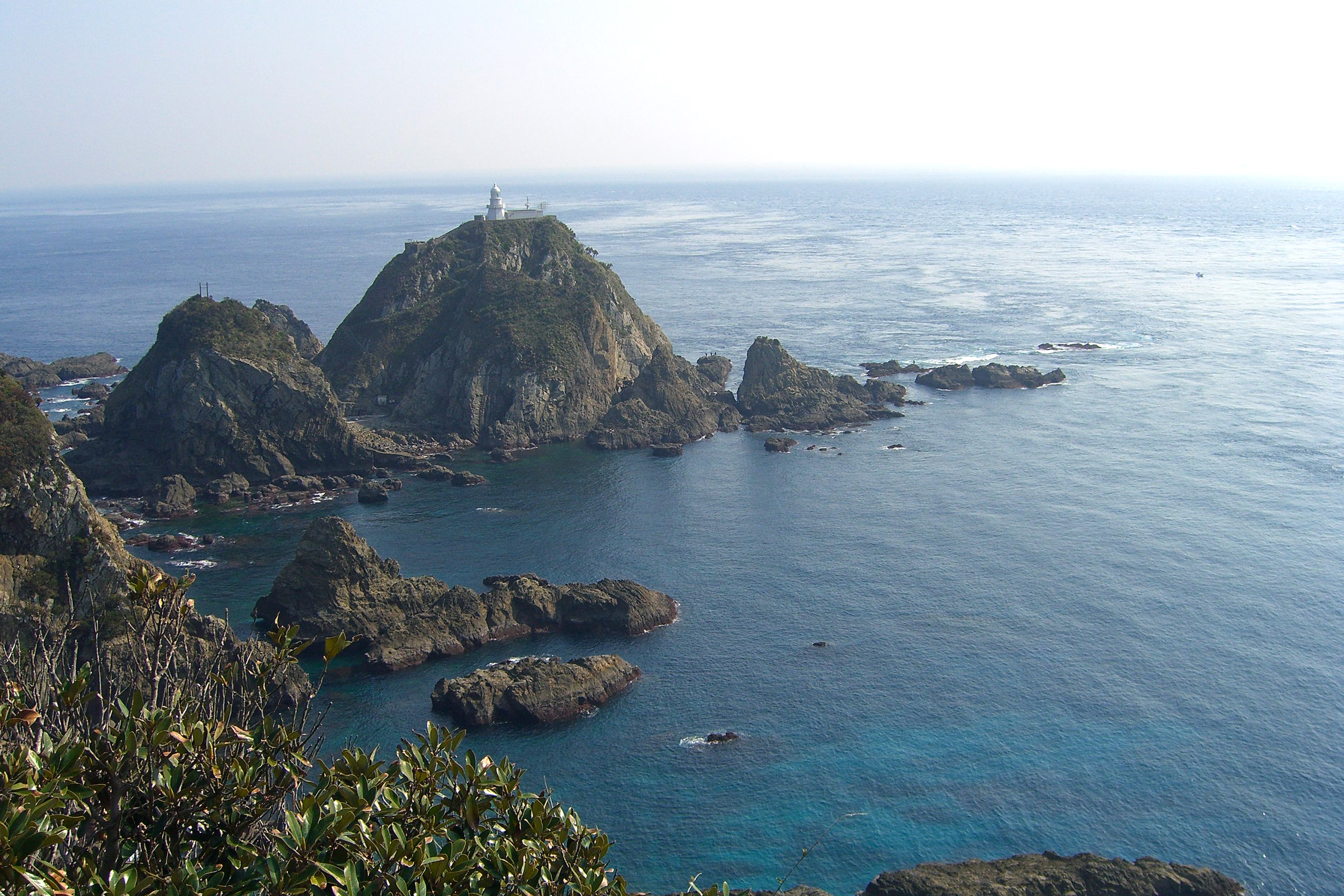
Cabo Sata
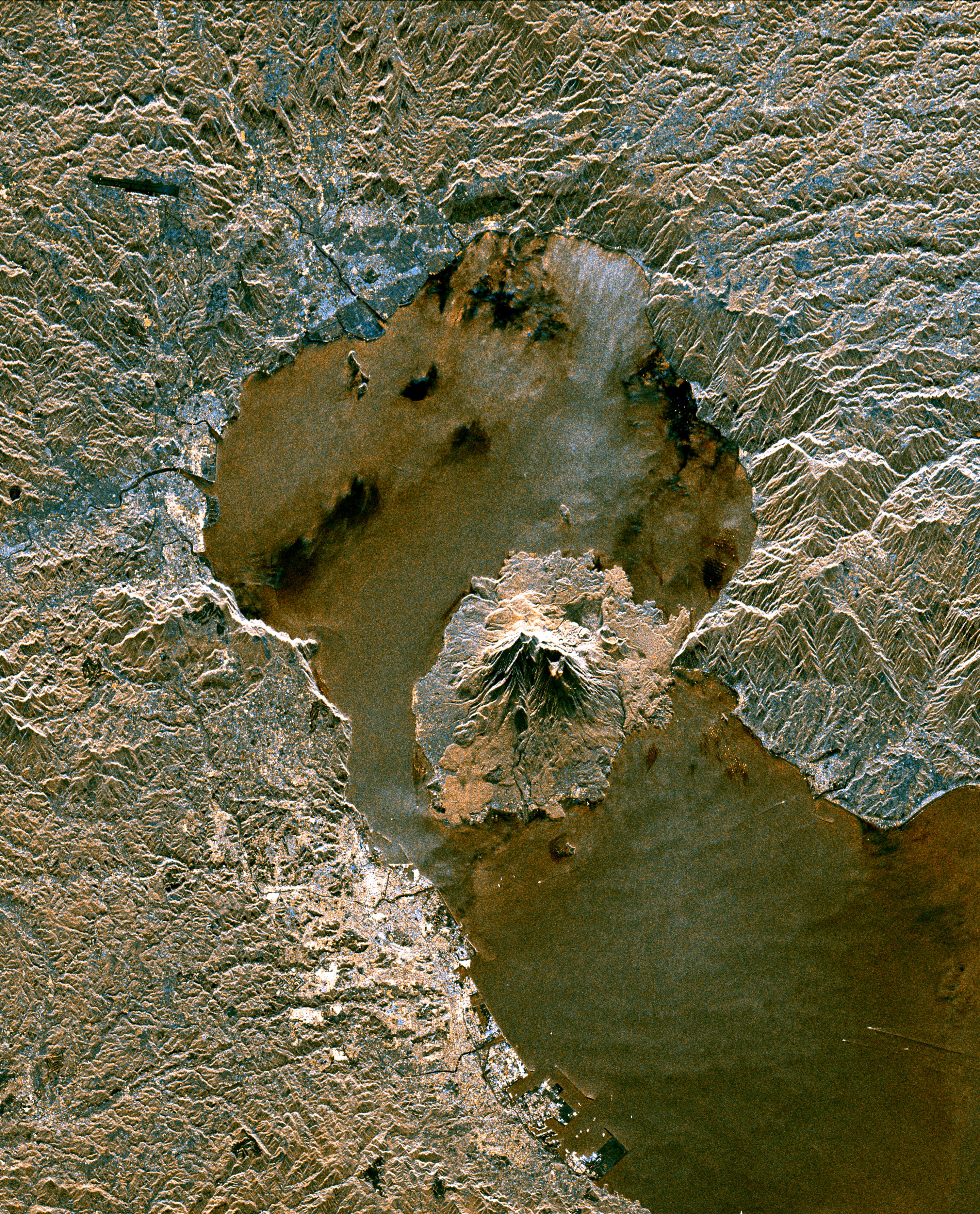
Caldera de Aira extendiéndose en el norte de Kagoshima
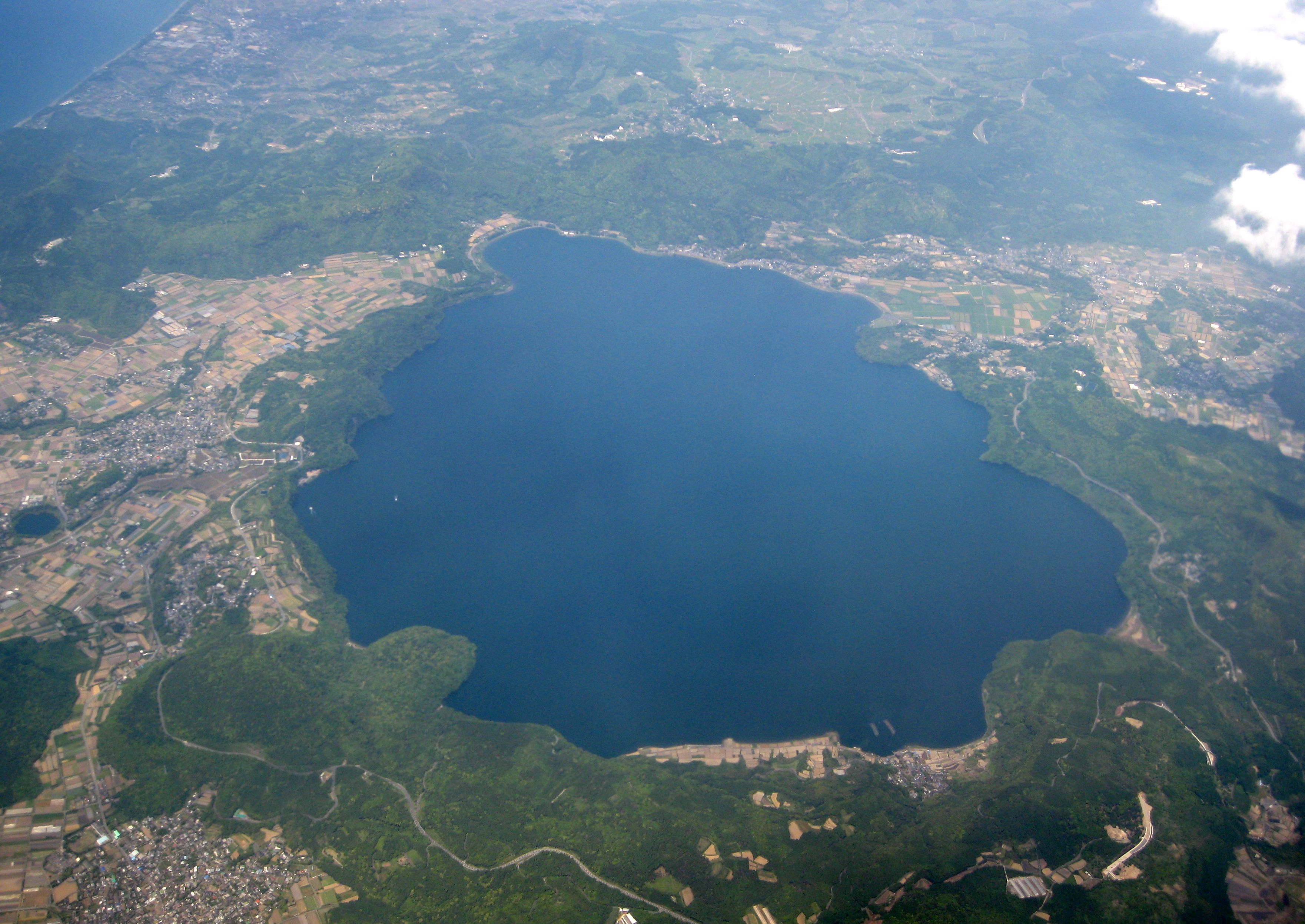
Lago Ikeda
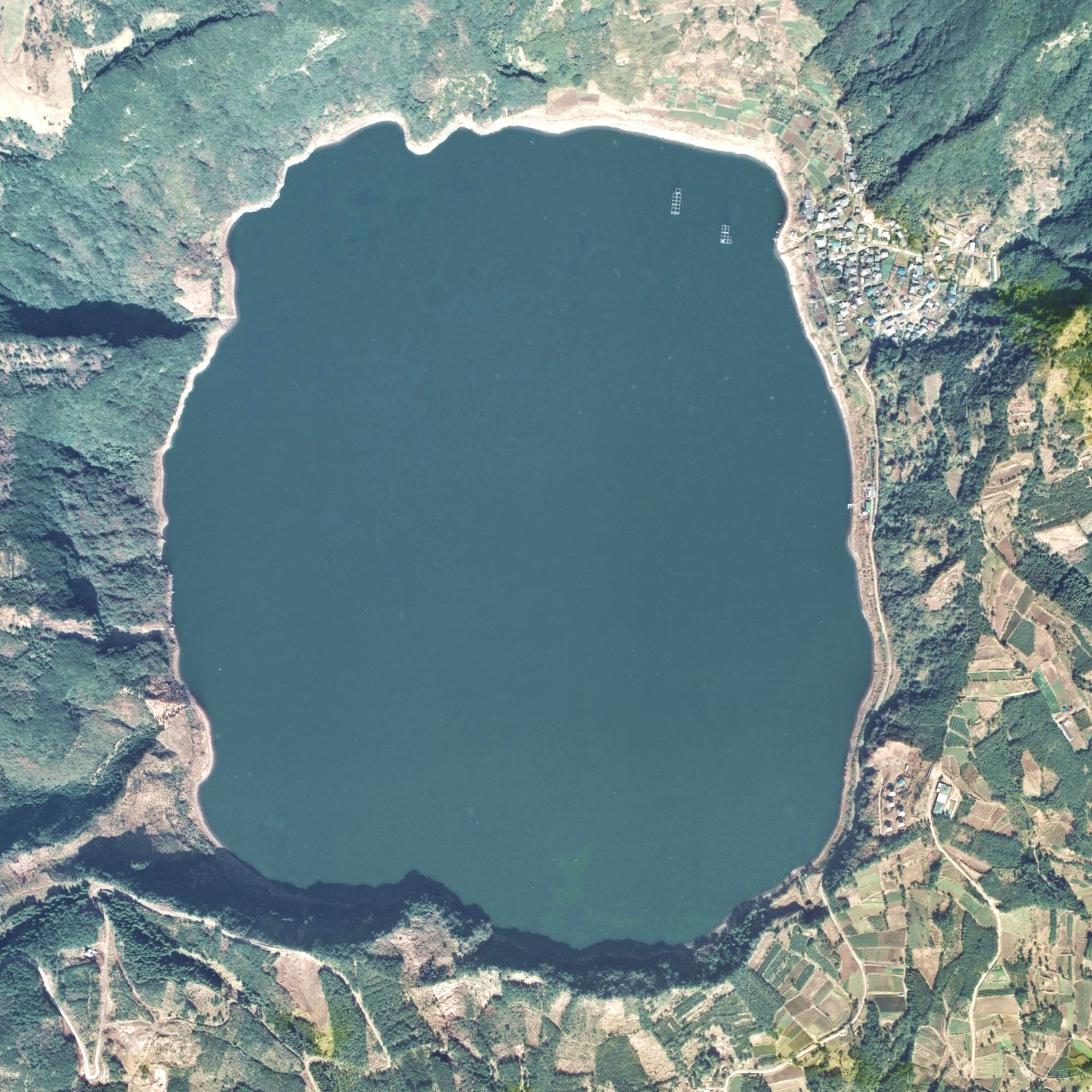
Foto aérea de Unagiike (1974)
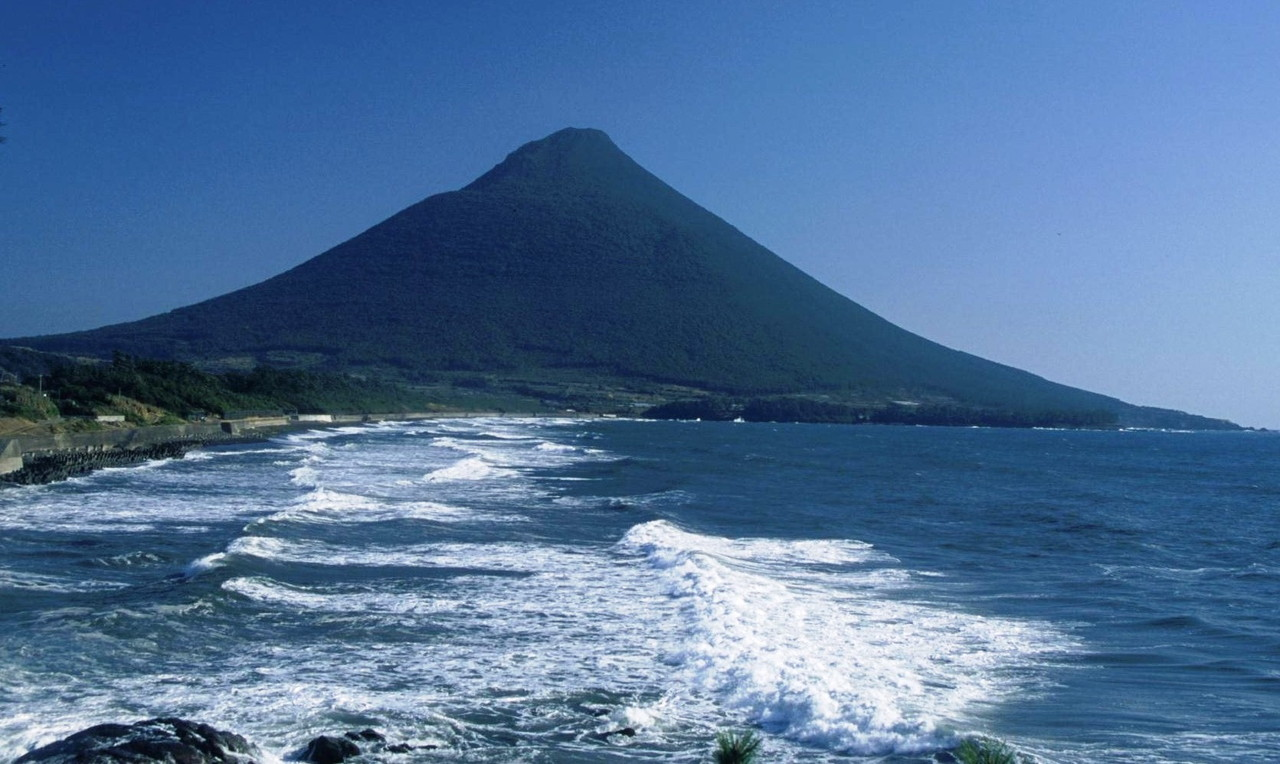
Volcán Kaimondake

## Municipios relacionados
- Miyakonojō
- Kobayashi
- Ebino
- Takaharu
- Kagoshima (Kagoshima)
- Ibusuki
- Tarumizu
- Kirishima
- Yūsui
- Minamiōsumi